# Gandu
Gandu é um município brasileiro do estado da Bahia. Está situado na Região Geográfica Imediata de Ipiaú, dentro da Região Geográfica Intermediária de Vitória da Conquista.
Sua população, conforme estimativas do IBGE de 2021, era de 32 778 habitantes.

## Política
A política na cidade sempre foi alvo de muitas disputas.
Os governantes do município foram:
- Manoel Libânio da Silva Filho (1959–1963)
- Orlando Pitágoras de Freitas (1963–1967)
- Eliseu Cabral Leal (1967–1970)
- Ezequias Clementino da Silva (1970–1971)
- Almir Pereira da Silva (1971–1973)
- Adelson Lavigne de Mello (1973–1977)
- Eliseu Cabral Leal (1977–1 de setembro de 1980) - Assassinado. Vice-prefeito assume o cargo.[8]
- Almir Ramos Carneiro (1980–1982) - Emenda Anísio de Souza estende o mandato dos prefeitos por dois anos, adiando as eleições para 1982.[9]
- Dr. Fernando Guedes de Andrade (1983–1989)
- Nelson Leite Leal (1989–1993)
- Dr. Fernando Guedes Andrade (1993–1997)
- Antônio Carlos Farias Nunes (1997–2000)
- Manoel Dantas Cardoso (2001–2004  - 2004–2008)
- Dra. Irismá Santos da Silva Souza (2009–2012)
- Ivo Sampaio Peixoto (2013–4 de abril de 2016) - Renuncia ao cargo devido a problemas de saúde. Vice-prefeito assume.[10]
- Djalma dos Santos Galvão (2016)
- Leonardo Barbosa Cardoso  (2017 - até presente data)

## Geografia

### Hidrografia
A hidrografia da cidade é formada pelos rios: Gandu, com nascente na Pedra Chata, Ganduzinho, Rio do Peixe, Rio Braço do Norte que se localizam na bacia do leste e por afluentes considerados riachos como Tabocas de Cima, Tesuora e Mineiro.
A Sub-bacia do Rio Gandu (SBRG) é uma  unidade territorial importante para Bacia do Recôncavo Sul. Abrange área de 238,522km², perímetro de 115,5 km e o comprimento do eixo da bacia de 27,186km. Seu Índice de Circularidade encontrado, 0,69, indica que a SBRG é circular e, em condições normais de precipitação, é suscetível a enchentes, quando a água sobe até a calha do rio, sem transbordamento para a planície de inundação. A densidade de rios é de 2,64, indicando baixa capacidade de gerar novos cursos de água. A SBRG possui uma densidade de drenagem de 1,47, sendo um valor mediano e indicam áreas com maior infiltração e estruturação dos canais menos definida.

Em cenário de índice pluviométrico excepcional, a SBRG tende à inundação, que é quando a água extrapola a calha principal, chegando a planície de inundação, tendo apresentado diversos registros entre 1989 e 2021, sendo a inundação de dezembro de 2021 a mais violenta em 32 anos.